# Lizard Point (Cornualla)

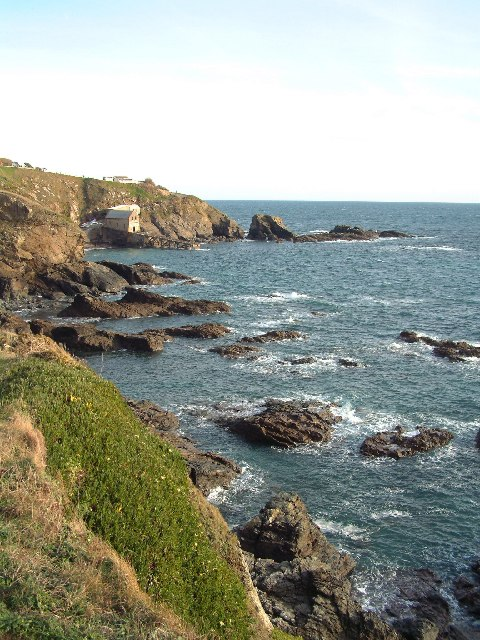
Panoràmica de Lizard Point, mirant cap a l'Est, on es pot veure el punt més meridional de la Gran Bretanya.

Lizard Point és l'extrem sud de la península de Lizard a la costa sud de Cornualla, a la Gran Bretanya. És a uns 800 m al sud del poblet de Lizard i a uns 18 km de Helston. La paraula prové del còrnic an Lysardh que significa «la cort alt». Fa part de la reserva natural, The Lizard, una de les més grans del sud-est anglès.
Lizard Point és el punt més meridional de la Gran Bretanya a 49° 57' 30" N. Hi ha un far que marca el principi de la travessia transoceànica per als vaixells que creuen l'Atlàntic.
El 29 de juliol de 1588 es va veure l'Armada Invencible per primera vegada a Gran Bretanya des de Lizard Point.